# 29 жовтня
29 жовтня — 302-й день року (303-й у високосні роки) у григоріанському календарі. До кінця року залишається 63 дні.

## Свята і пам'ятні дні

### Міжнародні
- Всесвітній день боротьби з інсультом.
- Міжнародний день псоріазу.
- День відлюдника.
- День цементу. (або День народження цементу)

### Національні
- Україна: День військового фінансиста Збройних Сил України. (заснований в 1999 році наказом міністра оборони України)
- Туреччина: День проголошення Республіки. (1923)
- Камбоджа: День коронації.
- США:
  - Національний день вівсянки.
  - Національний день кішки.
- Ліберія: День молоді.

### Релігійні
Православ'я:
- Преподобномучениці Анастасії Римлянки.
- Преподобного Аврамія, затворника, і блаженної Марії, племінниці його.
- Мучеників Клавдія, Астерія, Неона і Феоніли.
- Преподобної Анни.

## Іменини
✝  Католицькі: Феруцій
✙ Православні: Анастасія, Марія, Анна, Клавдій.

## Події
- 312 – Костянтин Великий входить до Риму після перемоги в битві біля Мульвійського (Мульвієвого або Мільвійського, лат. Pons Mulvius, італ. Ponte Milvio) мосту. Тіло його супротивника у боротьбі за престол, Максенція, виловлюють з Тибру й обезголовлюють.
- 437 – Валентиніан III, імператор Західної Римської імперії, одружується на Ліцинії Євдоксії, доньці свого двоюрідного брата Феодосія II, імператора Східної Римської імперії в Константинополі, об’єднавши дві гілки дому Феодосія.
- 1390 – Перший задокументований в Парижі суд за чаклунство  призвів до засудження і страти трьох підсудних.
- 1467 – Карл Сміливий у битві при Брустемі перемагає князя-єпископа Льєжа.
- 1658 – Друга Північна війна: військово-морські сили Нідерландської республіки перемагають у битві зі шведами.
- 1665 – португальські війська розгромили Королівство Конго та обезголовили короля Конго Антоніо I, також відомого як Нвіта а Нканга.
- 1675 – Лейбніц вперше використовує довге s (∫) як символ інтеграла в численні.
- 1787 – у Празі відбулося перше виконання опери Моцарта «Дон Жуан».
- 1863 – Вісімнадцять країн зустрічаються в Женеві та погоджуються створити Міжнародний Червоний Хрест.[2]
- 1888 – Підписано Константинопольську конвенцію, яка гарантувала вільний морський прохід через Суецький канал під час війни та миру.[3]
- 1914
  - перемога Українських січових стрільців в бою на горі Ключ під Сколе.
  - вступ Османської імперії в Першу світову війну.[4]
- 1918 – Німецький флот відкритого моря виведений з ладу через повстання моряків, що спровокує Німецьку революцію 1918–1919 рр.
- 1923 – Туреччина стає республікою після розпаду Османської імперії.
- 1929 – Нью-Йоркська фондова біржа зазнала краху, який буде називатися крахом 29 року або «Чорним вівторком», поклавши край Великому бичачому ринку 1920-х років і поклавши початок Великій депресії.
- 1941 – Голокост: у Дев’ятому форті  Каунаського гетто німецькі окупанти розстріляли понад 10 000 євреїв, це масове вбивство, відоме як «Велика акція».
- 1942 – Голокост: у Сполученому Королівстві провідні священнослужителі та політичні діячі проводять публічні збори, щоб висловити обурення переслідуванням євреїв у нацистській Німеччині.
- 1944
  - голландське місто Бреда звільнено 1-ю польською бронетанковою дивізією.
  - радянська Червона армія входить до Угорщини.
- 1955 — у м. Севастополі вибухнув і затонув радянський лінкор «Новоросійськ», загинуло 614 осіб.
- 1956 – початок Суецької кризи: ізраїльські війська вторгаються на Синайський півострів і відкидають єгипетські війська назад до Суецького каналу.[5]
- 1957 – Прем'єр-міністр Ізраїлю Давид Бен-Гуріон і п'ять його міністрів отримали поранення, коли Моше Двек кинув гранату в Кнесеті.[6]
- 1964 – Об’єднана Республіка Танганьїка і Занзібар перейменована на Об’єднану Республіку Танзанія.
- 1964 – Найбільша крадіжка коштовностей; за участю дорогоцінного каменя) Зірка Індії в Американському музеї природної історії в Нью-Йорку.

## Народились
Дивись також Категорія:Народились 29 жовтня
- 1451 (інша версія — 1446) — Христофор Колумб, іспанський мореплавець, першовідкривач Америки.
- 1880 — Абрам Йоффе, радянський фізик.
- 1882 — Жан Жироду, французький новеліст, есеїст, драматург і дипломат.
- 1910 — Альфред Джулс Еєр, британський філософ.
- 1930 — Нікі де Сен Фаль, французька скульпторка.
- 1947 — Михайло Брозинський, український журналіст, літератор.
- 1961 — Олексій Горбунов, український актор.
- 1971 — Вайнона Райдер, американська акторка.
- 1972 — Родіон Лука, український яхтсмен, срібний призер Олімпійських ігор.
- 1981 — Руслан Ротань, український футболіст та тренер.

## Померли
Дивись також Категорія:Померли 29 жовтня
- 1618 — Волтер Релі, англійський придворний, державний діяч, авантюрист і поет.
- 1624 — Єлисей Плетенецький, український церковний і культурний діяч.
- 1783 — Жан Лерон д'Аламбер, французький філософ-енциклопедист, фізик, математик і механік. Двоюрідний брат абата і філософа Кондільяка і філософа, історика і дипломата Маблі.
- 1829 — Марія Анна Моцарт на прізвисько Наннерль, австрійська піаністка, старша сестра Вольфганга Амадея Моцарта.
- 1911 — Джозеф Пулітцер, американський журналіст, ім'ям якого назвали найвідомішу на Заході премію для журналістів.
- 1918 — Орест Авдикович, український письменник, педагог, літературознавець.
- 1924 — Френсіс Годґсон Бернет, американська письменниця. Класик англійської дитячої літератури.
- 1963 — Адольф Джин Менжу, американський актор, номінант на премію «Оскар».
- 1971 — Арне Тіселіус, шведський біохімік, член Шведської академії наук.
- 1981 — Жорж Брассенс, французький поет, автор і виконавець пісень.
- 1988 — Роберт Олійник, німецький ас українського походження, перший пілот Люфтваффе, що здобув перемогу на Східному фронті.
- 1989 — Юлія Солнцева, радянська кіноакторка і кінорежисер, дружина українського письменника, класика світового кінематографу Олександра Довженка, 1927—1956 співрежисер його фільмів.
- 2001 — Григорій Чухрай, український радянський кінорежисер.
- 2003 — Франко Кореллі, італійський оперний співак. (тенор)
- 2021 — Тимур Литовченко, український письменник.